# 石川愛 (陸軍軍人)
石川 愛（いしかわ あい、1894年〈明治27年〉9月3日 - 1990年〈平成2年〉7月7日）は、大日本帝国陸軍軍人。最終階級は陸軍中将。功三級。

## 経歴・人物
埼玉県出身。旧制熊谷中学を経て、1915年（大正4年）、陸軍士官学校第27期卒業。同年12月、歩兵少尉に任官し歩兵第7連隊付となる。1927年（昭和2年）、陸軍大学校第39期卒業。
1937年（昭和12年）8月に陸軍士官学校航空兵科教官を経て、1938年（昭和13年）3月に陸軍航空兵大佐に進級。支那事変が勃発すると同年10月に第4飛行団参謀および1939年（昭和14年）1月に第21軍参謀を兼職し、ついで同年5月に第21独立飛行隊長を務めた。翌年、1940年（昭和15年）8月に陸軍航空士官学校教授部長を経て、1941年（昭和16年）10月に陸軍少将に進級。
大東亜戦争では1942年（昭和17年）7月に第9飛行団長（南方軍、第3航空軍）に任官し、出征した。その後は、1944年（昭和19年）1月に陸軍航空士官学校附、同年3月10日に陸軍航空士官学校教授部長を経て、同月28日に陸軍航空士官学校幹事兼同校教授部長に任官。
1945年（昭和20年）3月に陸軍中将に進級し、同年7月に第51航空師団長に任官し、岐阜で本土決戦に備える中、終戦を迎えた。
1947年（昭和22年）11月28日、公職追放仮指定を受けた。